# Primera Fuerza 1902/03
Die Saison 1902/03 war die erste Spielzeit der in Mexiko eingeführten Fußball-Liga und firmierte in der Anfangszeit unter dem Begriff Primera Fuerza.

Der Fußballplatz des Reforma Athletic Club war auch Heimspielstätte des British Club.

Sowohl die Fußballmannschaft des RAC als auch die des BC gingen auf die Initiative des Fußballpioniers Percy Clifford zurück.

## Teilnehmer
| Mannschaft            | Stadt                  | Sportplatz                                             |
| --------------------- | ---------------------- | ------------------------------------------------------ |
| British Club          | Mexiko-Stadt           | Sportplatz des Reforma Athletic Club (als Zweitnutzer) |
| Mexico Cricket Club   | San Pedro de los Pinos | Sportplatz des México Cricket Club                     |
| Orizaba Athletic Club | Orizaba                | Campo Cocolapan                                        |
| Pachuca Athletic Club | Pachuca de Soto        | Campo Velódromo                                        |
| Reforma Athletic Club | Mexiko-Stadt           | Sportplatz des Reforma Athletic Club (siehe Foto)      |

## Modus
In der ersten Spielzeit spielten die Mannschaften nur je einmal gegeneinander. Der Orizaba Athletic Club, dessen Heimat am weitesten von Mexiko-Stadt entfernt war, erhielt für sämtliche Spiele Heimrecht und musste daher als einzige Mannschaft keine Reise antreten. Sie wusste ihren Heimvorteil zu Nutzen und ging als erster Meister in die Geschichte des mexikanischen Fußballs ein.

## Saisonverlauf
Das erste Spiel fand am 19. Oktober 1902 zwischen dem Mexico Cricket Club und dem British Club statt und endete mit 1:5, wodurch es mit 6 Treffern die torreichste Begegnung dieser ersten Spielzeit war. Das letzte ausgetragene Spiel der Saison 1902/03 war die am 11. Januar 1903 ausgetragene Begegnung zwischen dem Orizaba Athletic Club und dem Reforma Athletic Club, die einen meisterschaftsentscheidenden Charakter hatte, weil es der Vergleich zwischen den beiden einzigen ungeschlagenen Mannschaften war und der Sieger die Meisterschaft quasi zu seinen Gunsten entschieden gehabt hätte. Das Spiel endete 2:2, wodurch Orizaba das letzte noch ausstehenden Spiel gegen den sieglosen Tabellenletzten México Cricket Club gewinnen musste, um die Meisterschaft zu gewinnen. Die ursprünglich bereits für den 2. November 1902 terminierte Begegnung zwischen dem Orizaba AC und dem México CC wurde für Sonntag, den 1. Februar 1903 neu angesetzt. Am Montag vor dem Spiel, dem 26. Januar 1903, erklärte der Mannschaftskapitän des México Cricket Club, Richard Norman Penny, dass es ihm nicht möglich sei, elf Männer für die Reise nach Orizaba zusammenzustellen. Am Samstag, den 7. Februar 1903 fand in den Räumlichkeiten des British Club ein Meeting statt, in dem die Situation beraten und der Orizaba Athletic Club zum Sieger dieser Partie und somit Meister erklärt wurde. Die nicht zustande gekommene Begegnung wird in der Abschlusstabelle mit einem Sieg für Orizaba und einer Niederlage für den México CC berücksichtigt, wobei das in den tatsächlich absolvierten Spielen erzielte Torverhältnis beibehalten wurde.

## Abschlusstabelle 1902/03
| Pl. | Verein                  | Sp. | S | U | N | Tore    | Diff. | Punkte |
| --- | ----------------------- | --- | - | - | - | ------- | ----- | ------ |
| 1.  | Orizaba Athletic Club 1 | 4   | 3 | 1 | 0 | 004:200 | +2    | 07:10  |
| 2.  | Reforma Athletic Club   | 4   | 2 | 2 | 0 | 011:500 | +6    | 06:20  |
| 3.  | British Club            | 4   | 2 | 0 | 2 | 007:300 | +4    | 04:40  |
| 4.  | Pachuca Athletic Club   | 4   | 0 | 2 | 2 | 003:600 | −3    | 02:60  |
| 5.  | Mexico Cricket Club 1   | 4   | 0 | 1 | 3 | 001:100 | −9    | 01:70  |

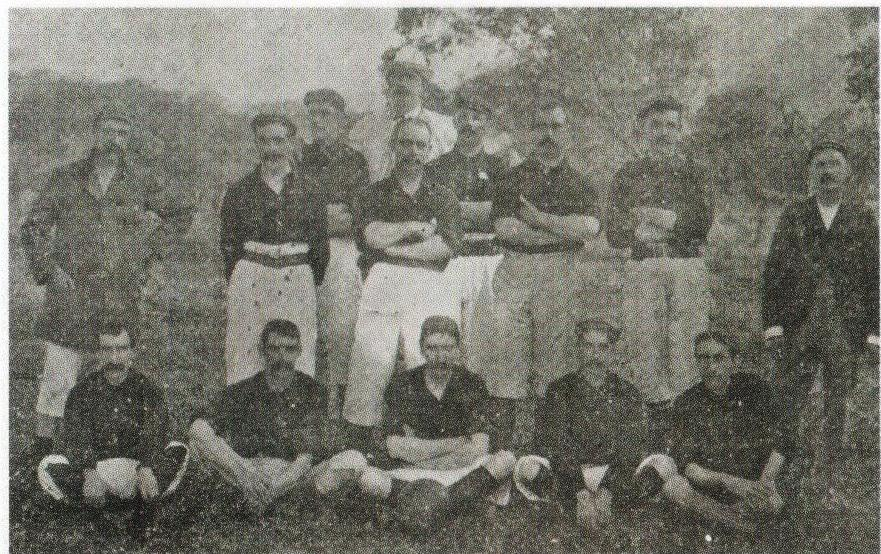
Die Meistermannschaft des Orizaba AC (ganz links sitzt der Vereinsgründer Duncan Macomish)

1 Nachdem das Spiel zwischen dem Orizaba Athletic Club und dem México Cricket Club nicht zustande gekommen war, wurde es mit dem Ergebnis von 0:0, aber einem Sieg für Orizaba und einer Niederlage für den México CC gewertet.

## Kreuztabelle
Die Kreuztabelle stellt die Ergebnisse aller Spiele dieser Saison dar. Die Heimmannschaft ist in der linken Spalte aufgelistet und die Gastmannschaft in der obersten Reihe.
| 1902/03 | 1902/03      | OAC | RAC | BC  | PAC | MCC    |
| 01.     | Orizaba AC   |     | 2:2 | 1:0 | 1:0 | Anm. 1 |
| 02.     | Reforma AC   |     |     | 1:0 |     |        |
| 03.     | British Club |     |     |     | 2:0 |        |
| 04.     | Pachuca AC   |     | 3:3 |     |     | 0:0    |
| 05.     | México CC    |     | 0:5 | 1:5 |     |        |

Anm. 1 Nachdem das Spiel zwischen dem Orizaba Athletic Club und dem México Cricket Club nicht zustande gekommen war, wurde es mit dem Ergebnis von 0:0, aber einem Sieg für Orizaba und einer Niederlage für den México CC gewertet.